# Archiv der Jugendkulturen

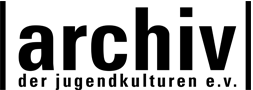
Logo des Archivs der Jugendkulturen

Das Archiv der Jugendkulturen ist ein Verein mit Sitz in Berlin, dessen Ziel die Sammlung, Erforschung und Vermittlung von Kenntnissen über jugendliche Kulturen und Lebenswelten ist. Dazu gehört das Sammeln und Archivieren authentischer Zeugnisse aus Jugend-, Pop- und Subkultur sowie die Sammlung und Auswertung wissenschaftlicher Literatur.
Außerdem ist das Archiv der Jugendkulturen im Bereich Erforschung und Vermittlung von Jugend-, Pop- und Subkultur tätig. Dazu gehört die Realisierung von Forschungsprojekten, die Durchführung von und die Beteiligung an Fachtagungen und Bildungsveranstaltungen (wie etwa jugendkulturelle Workshops zu Gruppenbezogener Menschenfeindlichkeit) sowie die Vermittlung und Bereitstellung von Referenten und Zeugnissen aus Jugend-, Pop- und Subkultur.

## Geschichte
Im Jahr 1997 wurde das Archiv der Jugendkulturen unter anderem von Klaus Farin, Gabriele Rohmann, Ansgar Klein und Eberhard Seidel als gemeinnütziger Verein gegründet. Die Gründungsmitglieder kamen hauptsächlich aus den Bereichen der Jugendszenen, Medien und Wissenschaft.

## Bibliotheks- und Archivarbeit

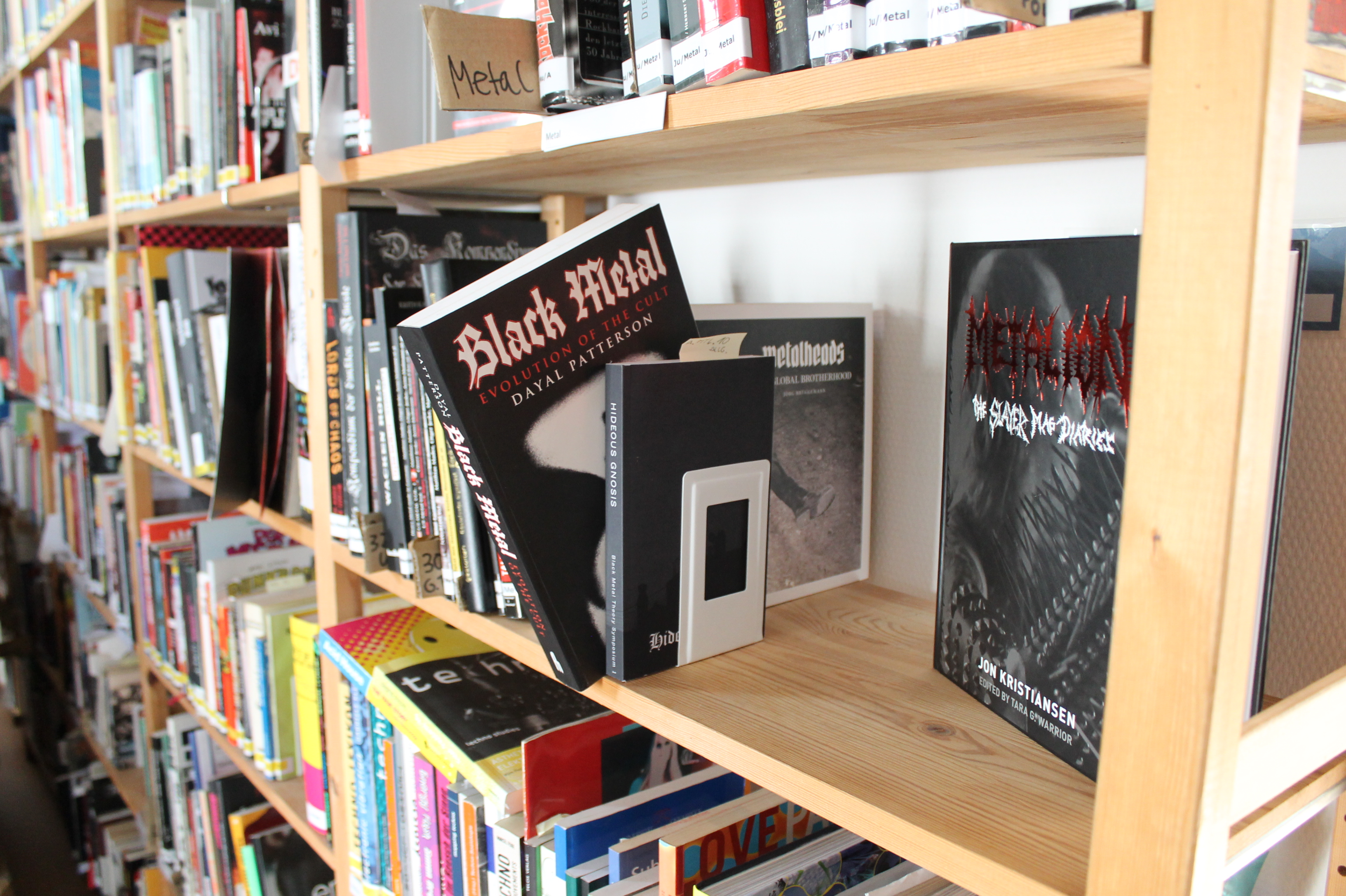
Ein Blick in die Bibliothek im Archiv der Jugendkulturen

Der Bibliotheks- und Archivbereich im Archiv der Jugendkulturen umfasst eine umfangreiche Sammlung an jugend-, pop- und subkulturellen Materialien, wie Zeitschriften, Bücher, Textilien, Plakate, Audios, Videos, Buttons und Sticker. Außerdem findet sich dort die größte öffentlich zugängliche Fanzinesammlung in Europa.
Sammelschwerpunkte sind Szenen wie Punk, Techno, Metal, Fußball, Skinhead, Graffiti und auch queerfeministische subkulturelle Kontexte. Außerdem gehören zur Sammlung Materialien zu Mainstreampop und kommerzielle Jugendzeitschriften. Der Bestand umfasst weiterhin Spezial-Sammlungen wie das ehemalige Kasseler Graffiti Archiv, das ehemalige Berliner Rock- und Poparchiv oder einen Teilnachlass des Ex-Planetcom-Geschäftsführers Ralf Regitz.
Das Archiv der Jugendkulturen hat eine Präsenzbibliothek in Berlin-Kreuzberg und einen Lesesaal, in dem Bibliotheks- und Archivmaterial gesichtet werden können. Seit 2016 hat das Archiv der Jugendkulturen außerdem einen OPAC (Online-Katalog), in dem Teile der Bibliothek und der Sammlung verzeichnet sind.
Bibliothek und Sammlung im Archiv der Jugendkulturen erhalten keine strukturelle Förderung und sind deshalb dauerhaft bedroht. Die beiden Bibliotheks- und Archivprojekte „Berliner Pop- und Subkulturarchiv“ (2014–2016) und „Sub- und Popkulturarchiv International“ (2018–2021) haben wesentlich zur Professionalisierung des Archivs beigetragen, können bzw. konnten aber nicht alle Bedarfe decken.

## Bildungsarbeit

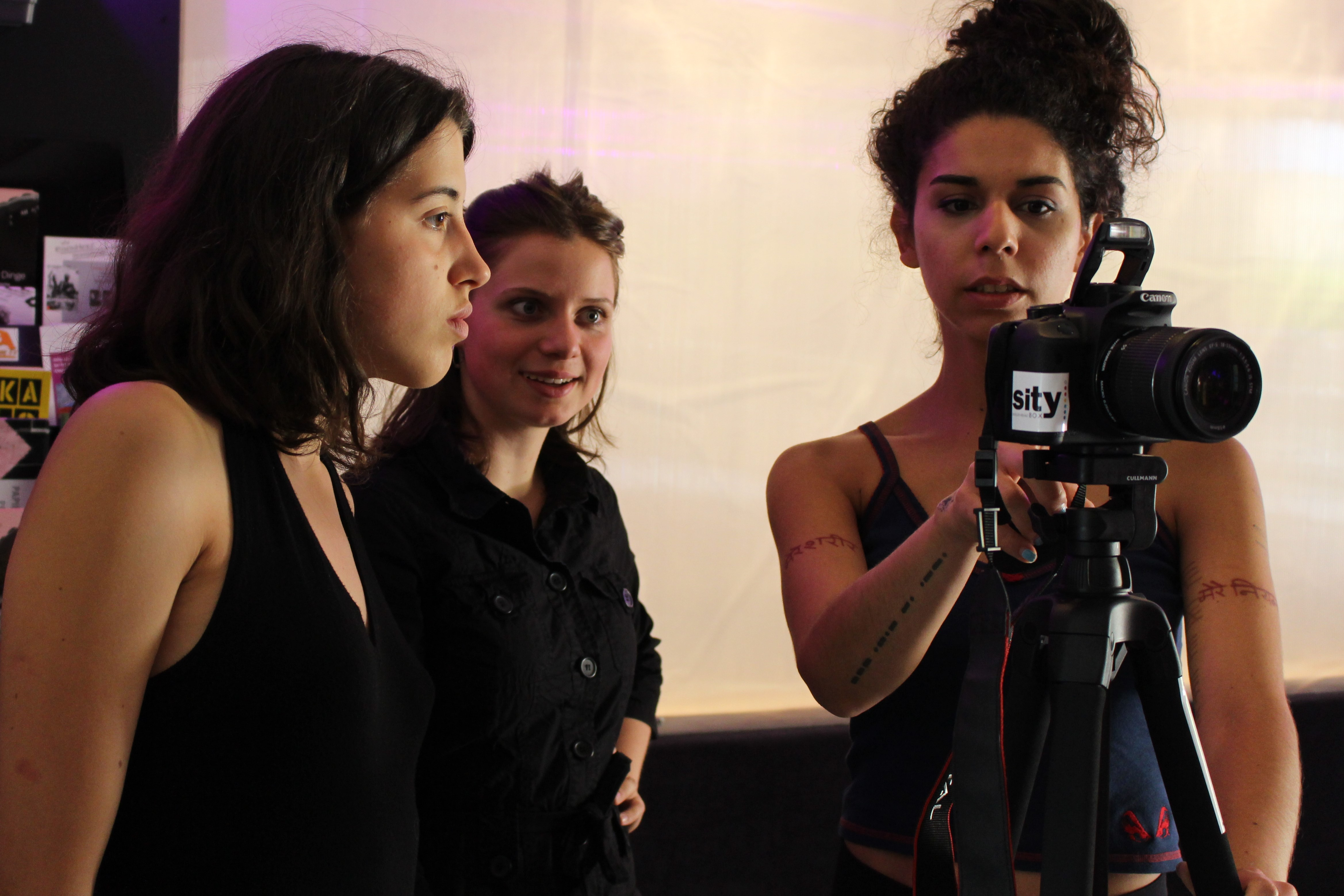
Ein Workshop des Archivs der Jugendkulturen

Die politische Bildungsarbeit ist seit mehr als 15 Jahren ein zentrales Betätigungsfeld des Archiv der Jugendkulturen e. V. Neben der Anerkennung als freier Träger der Kinder- und Jugendhilfe ist das Archiv der Jugendkulturen auch seit 2010 anerkannter Träger der politischen Bildung. In der politischen Vermittlungsarbeit bietet das Archiv eine Vielzahl unterschiedlicher Bildungs- und Ausstellungsprojekte zu Jugendkulturen und Gruppenbezogener Menschenfeindlichkeit an.
Aktuelle Projekte
- „Culture on the Road“- Jugendkulturelle Bildungsarbeit im Kontext von Rechtsextremismus, Rassismus, Antisemitismus und Sexismus
- „Diversity Box“ zu sexueller und geschlechtlicher Vielfalt
- „Der z/weite Blick“ – Ausstellung über Jugendkulturen und Diskriminierungen

Frühere Projekte
- New Faces – Mit Kultur und Medien gegen Antisemitismus
- Eigenregie
- City Skins
- Co-Design: Digitaler Service für Geflüchtete und Unterstützer
- Zukunftsmusik Reloaded
- Migrantenjugendliche und Jugendkulturen
- Rechte Szene auch im Osten out

## Forschungsarbeit

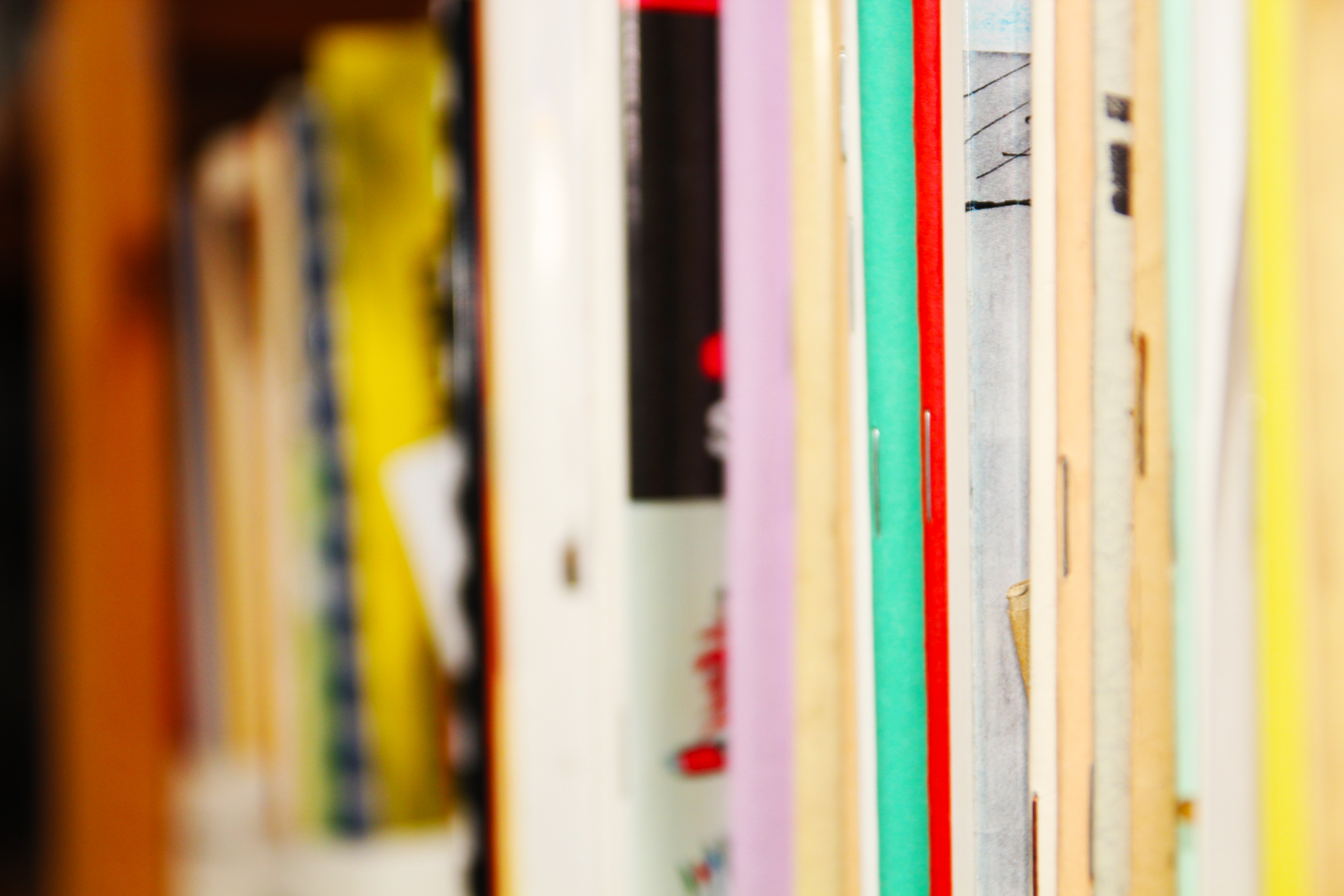
Fanzines im Archiv der Jugendkulturen

Das Archiv der Jugendkulturen unterstützt durch seine Sammlung, Bibliothek und Expertise seiner Mitarbeiter Forschungen zu Jugend und Jugendkulturen. Es führt weiterhin selbst Projekte zu diesen Themen durch und erforscht dazu vor allem Objekte aus der eigenen Sammlung – sowohl eigenständig als auch im Verbund mit anderen wissenschaftlichen Einrichtungen.
Aktuelle Projekte
- Y-KLRMPFNST verständlich gemacht! Pilotprojekt zur digitalen Edition von (Fan-)Zines

Frühere Projekte
- JuBri – Techniken jugendlicher Bricolage
- UnBoxing – Konzeption zur Digitalisierung von (Fan)Zines als jugendkulturelle Artefakte

## Fundraisingkampagne

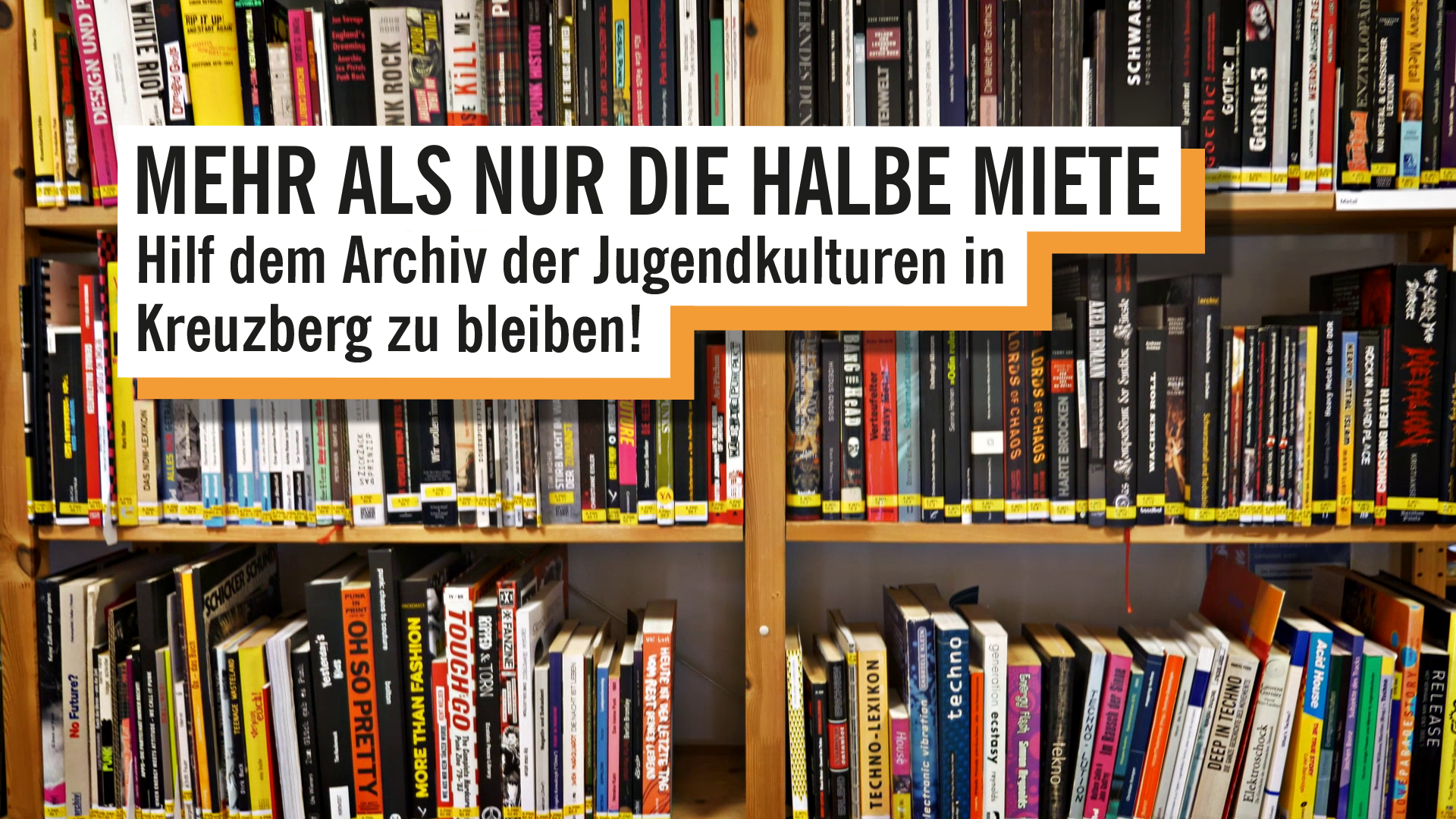
Das Kampagnenbild der Fundraisingaktion

Mit der Fundraisingkampagne „Mehr als nur die halbe Miete. Hilf dem Archiv der Jugendkulturen in Kreuzberg zu bleiben“ auf der Plattform GoFundMe macht das Archiv der Jugendkulturen seit November 2019 auf einen aktuellen Notstand aufmerksam. Es fehlten für das Jahr 2020 45.000 Euro, um die Miete zu zahlen.

## Auszeichnungen
- 2003: Preis des Bündnisses für Demokratie und Toleranz
- 2007: Preis des Jugendforums im Abgeordnetenhaus
- 2009: Ausgewählter Ort im Wettbewerb „Deutschland – Land der Ideen“
- 2010: Kulturpreis der Kulturpolitischen Gesellschaft
- 2012: Berliner Ratschlag für Demokratie „Respekt gewinnt!“
- 2013: Dieter-Baacke-Preis der Gesellschaft für Medienpädagogik und Kommunikationskultur (GMK)